# Giải bóng đá Vô địch U-21 Quốc gia 2018
Giải bóng đá Vô địch U-21 Quốc gia 2018, tên gọi chính thức là Giải bóng đá Vô địch U-21 Quốc gia Báo Thanh Niên 2018, là mùa giải thứ 22 của Giải bóng đá Vô địch U-21 Quốc gia do Liên đoàn bóng đá Việt Nam (VFF) phối hợp với báo Thanh Niên tổ chức. Mùa giải lần này diễn ra theo hai giai đoạn, với giai đoạn vòng loại từ ngày 1 tháng 8 đến ngày 11 tháng 8 năm 2018. Vòng chung kết của giải, gồm 8 đội bóng, được tổ chức tại Thừa Thiên Huế từ ngày 7 tháng 11 đến ngày 17 tháng 11 năm 2018.

## Các đội bóng
18 đội bóng đã đăng ký tham dự mùa giải lần này từ vòng loại. Các đội bóng được sắp xếp sẵn vào các bảng đấu dựa theo khu vực địa lý. Những đội bóng đóng vai trò là chủ nhà của bảng đấu vòng loại được ký hiệu bởi (H).
- Bảng A: Hà Nội, Nam Định, Quảng Ninh, Viettel (H).
- Bảng B: Bình Định, Khánh Hòa, Đắk Lắk và Sông Lam Nghệ An (H).
- Bảng C: Becamex Bình Dương, Bình Phước, Đồng Nai, Đồng Tháp và Hoàng Anh Gia Lai (H).
- Bảng D: An Giang, Bến Tre, Long An (H), Tiền Giang, TP.Hồ Chí Minh.
- Rút lui: SHB Đà Nẵng.[2]

## Vòng loại
Vòng loại diễn ra từ ngày 1 đến ngày 11 tháng 8 năm 2018 với bốn bảng đấu chia theo khu vực địa lý. Các đội bóng ở mỗi bảng thi đấu vòng tròn một lượt tính điểm, chọn 4 đội nhất bảng và 3 đội nhì bảng có thành tích tốt nhất tham dự vòng chung kết.

### Bảng A
Các trận đấu diễn ra tại Trung tâm thể thao Viettel, Hà Nội.
| STT | Đội bóng       | Tr | T | H | B | Bt | Bb | Hs | Điểm | Kết quả                     |
| --- | -------------- | -- | - | - | - | -- | -- | -- | ---- | --------------------------- |
| 1   | U21 Hà Nội     | 3  | 2 | 1 | 0 | 13 | 4  | +9 | 7    | Tham dự vòng chung kết      |
| 2   | U21 Viettel    | 3  | 2 | 1 | 0 | 9  | 2  | +7 | 7    | Xét thành tích đội nhì bảng |
| 3   | U21 Quảng Ninh | 3  | 1 | 0 | 2 | 5  | 12 | -7 | 3    |                             |
| 4   | U21 Nam Định   | 3  | 0 | 0 | 3 | 1  | 10 | -9 | 0    |                             |

| STT                 | Đội 1          | Tỷ số | Đội 2          |
| 5 tháng 8 năm 2018  |                |       |                |
| 1                   | U21 Hà Nội     | 7–1   | U21 Quảng Ninh |
| 2                   | U21 Nam Định   | 0–2   | U21 Viettel    |
| 8 tháng 8 năm 2018  |                |       |                |
| 3                   | U21 Nam Định   | 1–4   | U21 Hà Nội     |
| 4                   | U21 Quảng Ninh | 0–5   | U21 Viettel    |
| 11 tháng 8 năm 2018 |                |       |                |
| 5                   | U21 Viettel    | 2–2   | U21 Hà Nội     |
| 6                   | U21 Quảng Ninh | 4–0   | U21 Nam Định   |

### Bảng B
Các trận đấu diễn ra tại Nghệ An.
| STT | Đội bóng             | Tr | T | H | B | Bt | Bb | Hs  | Điểm | Kết quả                     |
| --- | -------------------- | -- | - | - | - | -- | -- | --- | ---- | --------------------------- |
| 1   | U21 Sông Lam Nghệ An | 3  | 2 | 1 | 0 | 8  | 1  | +7  | 7    | Tham dự vòng chung kết      |
| 2   | U21 Đắk Lắk          | 3  | 1 | 2 | 0 | 10 | 5  | +5  | 5    | Xét thành tích đội nhì bảng |
| 3   | U21 Sanest Khánh Hòa | 3  | 1 | 1 | 1 | 8  | 6  | +2  | 4    |                             |
| 4   | U21 Bình Định        | 3  | 0 | 0 | 3 | 1  | 15 | -14 | 0    |                             |

| STT                 | Đội 1                | Tỷ số | Đội 2                |
| 5 tháng 8 năm 2018  |                      |       |                      |
| 1                   | U21 Sông Lam Nghệ An | 4–0   | U21 Bình Định        |
| 2                   | U21 Sanest Khánh Hòa | 3–3   | U21 Đắk Lắk          |
| 8 tháng 8 năm 2018  |                      |       |                      |
| 3                   | U21 Sanest Khánh Hòa | 0–3   | U21 Sông Lam Nghệ An |
| 4                   | U21 Bình Định        | 1–6   | U21 Đắk Lắk          |
| 11 tháng 8 năm 2018 |                      |       |                      |
| 5                   | U21 Sông Lam Nghệ An | 1–1   | U21 Đắk Lắk          |
| 6                   | U21 Sanest Khánh Hòa | 5–0   | U21 Bình Định        |

### Bảng C
Các trận đấu diễn ra tại Gia Lai.
| STT | Đội bóng               | Tr | T | H | B | Bt | Bb | Hs | Điểm | Kết quả                     |
| --- | ---------------------- | -- | - | - | - | -- | -- | -- | ---- | --------------------------- |
| 1   | U21 Becamex Bình Dương | 4  | 3 | 0 | 1 | 8  | 5  | +3 | 9    | Tham dự vòng chung kết      |
| 2   | U21 Hoàng Anh Gia Lai  | 4  | 2 | 1 | 1 | 8  | 5  | +3 | 7    | Xét thành tích đội nhì bảng |
| 3   | U21 Bình Phước         | 4  | 2 | 0 | 2 | 6  | 7  | -1 | 6    |                             |
| 4   | U21 Đồng Tháp          | 4  | 1 | 2 | 1 | 5  | 5  | 0  | 2    |                             |
| 5   | U21 Đồng Nai           | 4  | 0 | 1 | 3 | 4  | 9  | -5 | 1    |                             |

| STT                 | Đội 1                  | Tỷ số | Đội 2                  |
| 1 tháng 8 năm 2018  |                        |       |                        |
| 1                   | U21 Đồng Tháp          | 0–2   | U21 Becamex Bình Dương |
| 2                   | U21 Hoàng Anh Gia Lai  | 2–0   | U21 Bình Phước         |
| 3 tháng 8 năm 2018  |                        |       |                        |
| 3                   | U21 Becamex Bình Dương | 2–1   | U21 Hoàng Anh Gia Lai  |
| 4                   | U21 Đồng Nai           | 0–0   | U21 Đồng Tháp          |
| 6 tháng 8 năm 2018  |                        |       |                        |
| 5                   | U21 Đồng Tháp          | 3–1   | U21 Bình Phước         |
| 6                   | U21 Becamex Bình Dương | 3–2   | U21 Đồng Nai           |
| 9 tháng 8 năm 2018  |                        |       |                        |
| 7                   | U21 Bình Phước         | 2–1   | U21 Becamex Bình Dương |
| 8                   | U21 Đồng Nai           | 1–3   | U21 Hoàng Anh Gia Lai  |
| 11 tháng 8 năm 2018 |                        |       |                        |
| 9                   | U21 Bình Phước         | 3–1   | U21 Đồng Nai           |
| 10                  | U21 Hoàng Anh Gia Lai  | 2–2   | U21 Đồng Tháp          |

### Bảng D
Các trận đấu diễn ra tại Long An.
| STT | Đội bóng                  | Tr | T | H | B | Bt | Bb | Hs | Điểm | Kết quả                     |
| --- | ------------------------- | -- | - | - | - | -- | -- | -- | ---- | --------------------------- |
| 1   | U21 Long An               | 4  | 4 | 0 | 0 | 14 | 8  | +6 | 12   | Tham dự vòng chung kết      |
| 2   | U21 Tiền Giang            | 4  | 2 | 0 | 2 | 9  | 10 | -1 | 6    | Xét thành tích đội nhì bảng |
| 3   | U21 Bến Tre               | 4  | 1 | 1 | 2 | 10 | 11 | -1 | 4    |                             |
| 4   | U21 Thành phố Hồ Chí Minh | 4  | 1 | 1 | 2 | 5  | 6  | -1 | 4    |                             |
| 5   | U21 An Giang              | 4  | 1 | 0 | 3 | 5  | 8  | -3 | 3    |                             |

| STT                 | Đội 1                     | Tỷ số | Đội 2                     |
| 1 tháng 8 năm 2018  |                           |       |                           |
| 1                   | U21 Long An               | 6–5   | U21 Bến Tre               |
| 2                   | U21 Tiền Giang            | 0–1   | U21 Thành phố Hồ Chí Minh |
| 3 tháng 8 năm 2018  |                           |       |                           |
| 3                   | U21 An Giang              | 1–2   | U21 Tiền Giang            |
| 4                   | U21 Thành phố Hồ Chí Minh | 1–2   | U21 Long An               |
| 6 tháng 8 năm 2018  |                           |       |                           |
| 5                   | U21 Thành phố Hồ Chí Minh | 3–4   | U21 An Giang              |
| 6                   | U21 Tiền Giang            | 5–4   | U21 Bến Tre               |
| 9 tháng 8 năm 2018  |                           |       |                           |
| 7                   | U21 An Giang              | 0–2   | U21 Long An               |
| 8                   | U21 Thành phố Hồ Chí Minh | 0–0   | U21 Bến Tre               |
| 11 tháng 8 năm 2018 |                           |       |                           |
| 9                   | U21 Bến Tre               | 1–0   | U21 An Giang              |
| 10                  | U21 Long An               | 4–2   | U21 Tiền Giang            |

### Bảng xếp hạng các đội nhì bảng đấu
Ba đội xếp thứ nhì có thành tích tốt nhất sẽ giành quyền tham dự vòng chung kết. Do các bảng đấu có số đội khác nhau nên kết quả giữa đội xếp thứ nhì với đội xếp thứ năm không đựoc tính khi xét thứ hạng này.
| STT | Đội bóng              | Tr | T | H | B | Bt | Bb | Hs | Điểm | Kết quả                           |
| --- | --------------------- | -- | - | - | - | -- | -- | -- | ---- | --------------------------------- |
| 1   | U21 Viettel           | 3  | 2 | 1 | 0 | 9  | 2  | +7 | 7    | Vị trí giành vé dự vòng chung kết |
| 2   | U21 Đắk Lắk           | 3  | 1 | 2 | 0 | 10 | 5  | +5 | 5    | Vị trí giành vé dự vòng chung kết |
| 3   | U21 Hoàng Anh Gia Lai | 3  | 1 | 1 | 1 | 5  | 4  | +1 | 4    | Vị trí giành vé dự vòng chung kết |
| 4   | U21 Tiền Giang        | 3  | 1 | 0 | 2 | 7  | 9  | -2 | 3    |                                   |

### Các đội vượt qua vòng loại
| Câu lạc bộ         | Tư cách vượt qua vòng loại      | Tham dự vòng chung kết | Thành tích tốt nhất                      |
| ------------------ | ------------------------------- | ---------------------- | ---------------------------------------- |
| Thừa Thiên Huế     | Chủ nhà                         | 6 lần                  | Vòng bảng (2001, 2006, 2008, 2015, 2017) |
| Hà Nội             | Nhất bảng A                     | 6 lần                  | Vô địch (2013, 2015, 2016)               |
| Sông Lam Nghệ An   | Nhất bảng B                     | 14 lần                 | Vô địch (2000, 2001, 2002, 2012, 2014)   |
| Becamex Bình Dương | Nhất bảng C                     | 7 lần                  | Á quân (2009, 2011)                      |
| Long An            | Nhất bảng D                     | 10 lần                 | Á quân (2000)                            |
| Viettel            | Nhì bảng A/Nhì bảng tốt nhất    | 8 lần                  | Vô địch (1997, 1998, 1999)               |
| Đắk Lắk            | Nhì bảng B/Nhì bảng tốt thứ hai | Lần đầu                | Lần đầu                                  |
| Hoàng Anh Gia Lai  | Nhì bảng C/Nhì bảng tốt thứ ba  | 11 lần                 | Vô địch (2017)                           |

1. ↑  Kế thừa thành tích của Thể Công.

## Địa điểm
Các trận đấu của vòng chung kết diễn ra tại sân vận động Tự Do và sân vận động Trung tâm Thể dục thể thao Thành phố Huế, tỉnh Thừa Thiên Huế.
| Thừa Thiên Huế     | Thừa Thiên Huế                            |
| ------------------ | ----------------------------------------- |
| Sân vận động Tự Do | Sân vận động Trung tâm TDTT Thành phố Huế |
| Sức chứa: 16.000   | Sức chứa: CXĐ                             |
|                    |                                           |

## Đội hình
Các cầu thủ từ 16 đến 21 tuổi (sinh từ ngày 1 tháng 1 năm 1997 đến ngày 31 tháng 12 năm 2002) có đủ điều kiện để tham dự giải đấu. Mỗi đội bóng phải đăng ký một danh sách gồm tối đa 30 cầu thủ, trong đó có tối thiểu 2 thủ môn (Quy định mục 4.2 và 5.2).

## Vòng bảng
Hai đội bóng đứng đầu mỗi bảng lọt vào vòng bán kết. Lễ bốc thăm chia bảng đã diễn ra vào lúc 10:00 ngày 6 tháng 11 năm 2018 tại khách sạn Duy Tân, thành phố Huế. 
Các tiêu chí xếp hạng
Các đội được xếp hạng theo điểm (3 điểm cho 1 trận thắng, 1 điểm cho 1 trận hòa và 0 điểm cho 1 trận thua), và nếu bằng điểm, các tiêu chí sau đây sẽ được áp dụng theo thứ tự, để xác định thứ hạng:
1. Điểm trong các trận đối đầu trực tiếp giữa các đội bằng điểm;
2. Hiệu số bàn thắng thua trong các trận đối đầu trực tiếp giữa các đội bằng điểm;
3. Số bàn thắng ghi được trong các trận đối đầu trực tiếp giữa các đội bằng điểm;
4. Nếu có nhiều hơn hai đội bằng điểm, và sau khi áp dụng tất cả các tiêu chí đối đầu ở trên, một nhóm nhỏ các đội vẫn còn bằng điểm nhau, tất cả các tiêu chí đối đầu ở trên được áp dụng lại cho riêng nhóm này;
5. Hiệu số bàn thắng thua trong tất cả các trận đấu bảng;
6. Số bàn thắng ghi được trong tất cả các trận đấu bảng;
7. Sút luân lưu nếu chỉ có hai đội bằng nhau và còn thi đấu trên sân;
8. Bốc thăm.

### Bảng A
| VT | Đội                | ST | T | H | B | BT | BB | HS | Đ | Giành quyền tham dự     |
| -- | ------------------ | -- | - | - | - | -- | -- | -- | - | ----------------------- |
| 1  | Hà Nội             | 3  | 3 | 0 | 0 | 10 | 1  | +9 | 9 | Vòng đấu loại trực tiếp |
| 2  | Becamex Bình Dương | 3  | 1 | 1 | 1 | 4  | 4  | 0  | 4 | Vòng đấu loại trực tiếp |
| 3  | Thừa Thiên Huế (H) | 3  | 1 | 0 | 2 | 5  | 9  | −4 | 3 |                         |
| 4  | Đắk Lắk            | 3  | 0 | 1 | 2 | 2  | 7  | −5 | 1 |                         |

| Thừa Thiên Huế | 0–4      | Hà Nội                                                                 |
| -------------- | -------- | ---------------------------------------------------------------------- |
|                | Chi tiết | Hồ Minh Dĩ 13' · Phạm Tuấn Hải 47' · Lê Xuân Tú 52' · Trần Đức Nam 64' |

| Becamex Bình Dương | 0–0 | Đắk Lắk |
| ------------------ | --- | ------- |
|                    |     |         |

| Đắk Lắk | 0–4      | Hà Nội                                                                    |
| ------- | -------- | ------------------------------------------------------------------------- |
|         | Chi tiết | Lê Xuân Tú 29' · Đậu Văn Toàn 64' · Phạm Tuấn Hải 80' · Nguyễn Văn Vĩ 86' |

| Becamex Bình Dương                                                  | 3–2      | Thừa Thiên Huế                   |
| ------------------------------------------------------------------- | -------- | -------------------------------- |
| Nguyễn Trọng Huy 17' (ph.đ.) · Tống Anh Tỷ 30' · Trần Duy Khánh 65' | Chi tiết | Nguyễn Văn Hiếu 28', 82' (ph.đ.) |

| Hà Nội                                          | 2–1      | Becamex Bình Dương         |
| ----------------------------------------------- | -------- | -------------------------- |
| Nguyễn Thành Lộc 65' (l.n.) · Phạm Văn Long 84' | Chi tiết | Trần Duy Khánh 89' (ph.đ.) |

| Thừa Thiên Huế                                                 | 3–2      | Đắk Lắk                                          |
| -------------------------------------------------------------- | -------- | ------------------------------------------------ |
| Hồ Thanh Minh 19' · Nguyễn Văn Trạng 53' · Nguyễn Văn Hiếu 58' | Chi tiết | Đinh Xuân Dương 45+1' · Lương Thanh Ngọc Lân 75' |

### Bảng B
| VT | Đội               | ST | T | H | B | BT | BB | HS | Đ | Giành quyền tham dự     |
| -- | ----------------- | -- | - | - | - | -- | -- | -- | - | ----------------------- |
| 1  | Hoàng Anh Gia Lai | 3  | 2 | 1 | 0 | 7  | 1  | +6 | 7 | Vòng đấu loại trực tiếp |
| 2  | Viettel           | 3  | 1 | 1 | 1 | 1  | 3  | −2 | 4 | Vòng đấu loại trực tiếp |
| 3  | Sông Lam Nghệ An  | 3  | 1 | 1 | 1 | 5  | 4  | +1 | 4 |                         |
| 4  | Long An           | 3  | 0 | 1 | 2 | 2  | 7  | −5 | 1 |                         |

1. 1 2  Điểm đối đầu: Viettel: 3, Sông Lam Nghệ An: 0.

| Sông Lam Nghệ An                                                                      | 4–2 | Long An                                |
| ------------------------------------------------------------------------------------- | --- | -------------------------------------- |
| Trần Đình Tiến 28' · Chu Văn Kiên 35' · Nguyễn Hiếu Đan 46' (l.n.) · Mai Sỹ Hoàng 60' |     | Đoàn Hải Quân 65' · Trần Văn Thịnh 69' |

| Viettel | 0–3      | Hoàng Anh Gia Lai            |
| ------- | -------- | ---------------------------- |
|         | Chi tiết | Phan Thanh Hậu 20', 37', 61' |

| Hoàng Anh Gia Lai                                            | 3–0      | Long An |
| ------------------------------------------------------------ | -------- | ------- |
| Đinh Thanh Bình 56' · Triệu Việt Hưng 68' · Lê Minh Bình 75' | Chi tiết |         |

| Viettel          | 1–0      | Sông Lam Nghệ An |
| ---------------- | -------- | ---------------- |
| Lưu Công Sơn 28' | Chi tiết |                  |

| Long An | 0–0      | Viettel |
| ------- | -------- | ------- |
|         | Chi tiết |         |

| Sông Lam Nghệ An      | 1–1      | Hoàng Anh Gia Lai   |
| --------------------- | -------- | ------------------- |
| Nguyễn Khắc Khiêm 88' | Chi tiết | Triệu Việt Hưng 83' |

## Vòng đấu loại trực tiếp
Trong vòng đấu loại trực tiếp, loạt sút luân lưu sẽ được sử dụng để quyết định đội thắng nếu hòa sau 90 phút chính thức (không có hiệp phụ).

### Bán kết
| Hà Nội                                           | 1–0      | Viettel |
| ------------------------------------------------ | -------- | ------- |
| Nguyễn Thành Chung 16' · Trương Văn Thái Quý 76' | Chi tiết |         |

| Hoàng Anh Gia Lai                                | 0–0      | Becamex Bình Dương                                            |
| ------------------------------------------------ | -------- | ------------------------------------------------------------- |
|                                                  | Chi tiết |                                                               |
| Loạt sút luân lưu                                |          |                                                               |
| Đinh Thanh Bình · Trần Bảo Toàn · Phan Thanh Hậu | 2–4      | Ngô Tùng Quốc · Lê Ngọc Bảo · Nguyễn Thành Lộc · Võ Ngọc Tỉnh |

### Chung kết
| Hà Nội                | 1–0      | Becamex Bình Dương |
| --------------------- | -------- | ------------------ |
| Nguyễn Thành Chung 7' | Chi tiết |                    |

## Thống kê

### Vô địch
| Vô địch Giải bóng đá Vô địch U-21 Quốc gia 2018 |
| ----------------------------------------------- |
| Hà Nội Lần thứ 4                                |

### Các giải thưởng
Các giải thưởng dưới đây đã được trao sau khi giải đấu kết thúc:
| Vua phá lưới                       | Cầu thủ xuất sắc nhất       | Thủ môn xuất sắc nhất | Giải phong cách |
| ---------------------------------- | --------------------------- | --------------------- | --------------- |
| Phan Thanh Hậu (Hoàng Anh Gia Lai) | Nguyễn Thành Chung (Hà Nội) | Đỗ Sỹ Huy (Hà Nội)    | Viettel         |

### Đội hình tiêu biểu
Đội hình tiêu biểu của giải đấu, do ban tổ chức bình chọn, là đội hình gồm những cầu thủ thi đấu ấn tượng nhất tại các vị trí được chọn lựa trong giải đấu.
| Cầu thủ            | Cầu thủ | Cầu thủ                            | Cầu thủ | Cầu thủ                               | Cầu thủ  | Cầu thủ                          |
| Thủ môn            | Hậu vệ  | Hậu vệ                             | Tiền vệ | Tiền vệ                               | Tiền đạo | Tiền đạo                         |
| ------------------ | ------- | ---------------------------------- | ------- | ------------------------------------- | -------- | -------------------------------- |
| Đỗ Sỹ Huy (Hà Nội) | LB      | Lê Văn Xuân (Hà Nội)               | LM      | Đậu Văn Toàn (Hà Nội)                 | CF       | Tống Anh Tỷ (Becamex Bình Dương) |
| Đỗ Sỹ Huy (Hà Nội) | CB      | Nguyễn Thành Chung (Hà Nội)        | CM      | Nguyễn Trọng Huy (Becamex Bình Dương) | CF       | Tống Anh Tỷ (Becamex Bình Dương) |
| Đỗ Sỹ Huy (Hà Nội) | CB      | Trương Dũ Đạt (Becamex Bình Dương) | CM      | Triệu Việt Hưng (Hoàng Anh Gia Lai)   | CF       | Phạm Tuấn Hải (Hà Nội)           |
| Đỗ Sỹ Huy (Hà Nội) | RB      | Ngô Tùng Quốc (Becamex Bình Dương) | RM      | Phan Thanh Hậu (Hoàng Anh Gia Lai)    | CF       | Phạm Tuấn Hải (Hà Nội)           |

### Cầu thủ ghi bàn
Đã có 38 bàn thắng ghi được trong 15 trận đấu, trung bình 2.53 bàn thắng mỗi trận đấu.